# Ness Monsters
I Ness Monsters sono stati una squadra di football americano di Inverness, in Gran Bretagna. Fondati nel 1986, hanno giocato un Caledonian Bowl. Hanno chiuso nel 1990, ritornando in attività per soli due incontri amichevoli tra il 2000 e il 2001.

## Dettaglio stagioni

### Tornei

#### Tornei locali

##### Thistle League/Caledonian American Football League
| Stagione | regular season | regular season | regular season | regular season | regular season | regular season | playoff | playoff | playoff | playoff | playoff | playoff         | playoff              |
|          | Vin            | Par            | Per            | Tot            | PF             | PS             | Vin     | Per     | Tot     | PF      | PS      | risultato       | avversaria           |
| -------- | -------------- | -------------- | -------------- | -------------- | -------------- | -------------- | ------- | ------- | ------- | ------- | ------- | --------------- | -------------------- |
| 1987     | 5              | 0              | 5              | 10             | 252            | 268            | -       | -       | -       | -       | -       | -               | -                    |
| 1988     | 6              | 0              | 4              | 10             | 260            | 116            | 0       | 1       | 1       | 12      | 46      | Caledonian Bowl | Strathclyde Sheriffs |
| Totale   | 11             | 0              | 9              | 20             | 512            | 384            | 0       | 1       | 1       | 12      | 46      |                 |                      |

Fonti: Enciclopedia del Football - A cura di Roberto Mezzetti

### Riepilogo fasi finali disputate
| Anno          | Luogo | Evento                              | Fase del torneo | Incontro                             | Risultato |
| 7 agosto 1988 |       | Caledonian American Football League | Caledonian Bowl | Strathclyde Sheriffs - Ness Monsters | 42 - 16   |